# گروت، پاکستان
گروت (به انگلیسی: Girote) یک روستا در پاکستان است که در ناحیه خوشاب واقع شده‌است. گروت ۲۰ کیلومتر مربع مساحت دارد.